# Episkopí (Kreta)
Episkopí är en ort i Grekland.   Den ligger i prefekturen Nomós Irakleíou och regionen Kreta, i den sydöstra delen av landet, 300 km söder om huvudstaden Aten. Episkopí ligger 362 meter över havet och antalet invånare är 967.
Terrängen runt Episkopí är lite kuperad.Runt Episkopí är det ganska tätbefolkat, med 58 invånare per kvadratkilometer. Närmaste större samhälle är Heraklion, 11,6 km nordväst om Episkopí. Trakten runt Episkopí består till största delen av jordbruksmark.